# Rosanna Scopelliti
Rosanna Scopelliti (Roma, 12 novembre 1983) è una politica italiana, deputata alla Camera nella XVII legislatura della Repubblica Italiana.
È stata assessora alla cultura, al turismo, alla legalità, alla scuola e all’università nella giunta comunale di Giuseppe Falcomatà a Reggio Calabria  dal 23 ottobre 2020 al 19 novembre 2021.

## Biografia
È figlia di Antonino Scopelliti, magistrato assassinato dalla 'ndrangheta il 9 agosto 1991, e presiede la Fondazione "Antonino Scopelliti" intitolata alla memoria del padre. È stata inoltre un'animatrice, assieme ad Aldo Pecora, dell’associazione antimafia "Ammazzateci tutti".
Nel 2012, quando il Comune di Reggio Calabria è stato sciolto per contiguità con la ‘ndrangheta, Rosanna Scopelliti si è opposta a questa decisione e ha firmato il "manifesto contro la diffamazione della città". Anni dopo se la prende con l’ex ministro dell’Interno Annamaria Cancellieri, rea di aver sciolto il Comune di Reggio.
Legata al presidente della Regione Calabria Giuseppe Scopelliti, alle elezioni politiche del 2013 viene candidata alla Camera dei deputati, nella circoscrizione Calabria tra le liste del Popolo della Libertà (in seconda posizione), venendo eletta deputata. Nella XVII Legislatura alla Camera dei Deputati fa parte della 4ª Commissione Difesa, oltre che della commissione parlamentare antimafia.
Il 16 novembre 2013, con la sospensione delle attività del Popolo della Libertà, aderisce al Nuovo Centrodestra guidato da Angelino Alfano.
Il 18 marzo 2017, con lo scioglimento del Nuovo Centrodestra, confluisce in Alternativa Popolare.
Il 21 dicembre 2019 aderisce a Voce Libera, l'associazione guidata da Mara Carfagna che si propone di riunire l'area moderata e anti-sovranista di Forza Italia.
Il 23 ottobre 2020 viene nominata assessore alla Cultura, Turismo, Legalità, Scuola e Università del comune di Reggio Calabria dal sindaco Giuseppe Falcomatà, appena rieletto.